# Lampornis castaneoventris
El colibrí ventricastaño o colibrí variable (Lampornis castaneoventris), también denominado colibrí montañés gorgiblanco o gema de garganta blanca, es una especie de ave apodiforme de la familia Trochilidae —los colibríes— perteneciente al género Lampornis. Varios autores sostienen que se trata de dos especies separadas. Es nativo del este de América Central. 

## Distribución
Se distribuye desde el sur de Costa Rica, desde el borde meridional de la meseta central hacia el sur a través de la cordillera de Talamanca y la región de Dota hasta la región de Boquete en el oeste de Panamá.
El hábitat de esta especie consiste de los bosques montanos siempreverdes de las zonas subtropical y templada. Habita más comúnmente en los niveles inferiores a superiores del bosque latifoliado con árboles de 25 a 30m de altura cubiertos de densos musgos, líquenes y bromeliáceas. También habita en bosques secundarios, aunque quizás en menor número. Generalmente, se encuentra en el interior de bosques densos ininterrumpidos, pero ocasionalmente también se encuentra en zonas adyacentes más abiertas como los bordes de los bosques, plantaciones, claros arbustivos y jardines. En altitudes entre 1250 y 3150 m.

## Descripción
Mide 10,5cm de longitud, su corto pico negro es levemente curvo. El macho adulto posee su dorso y partes inferiores verde-broncíneo excepto por su corona que es verde brillante, su garganta blanca y su cola azul. La hembra no tiene la corona y garganta brillantes, y sus partes inferiores son color canela. Los juveniles se asemejan a la hembra pero tienen franjas beige en las partes superiores de su plumaje.
La hembra construye el nido sola y realiza la incubación. La puesta son dos huevos blancos en un nido en forma de copa profunda construida con fibras vegetales en un arbusto o árbol pequeño. La incubación dura de 15 a 19 días. 
Se alimenta de néctar, que liba de diversas flores, incluidas epifitas ericáceas. Al igual que otros colibríes también captura insectos pequeños que le proveen proteínas esenciales. Los machos defienden las flores y arbustos existentes en el territorio del cual se alimentan, y se imponen sobre la mayoría de las otras especies de colibríes.

## Sistemática

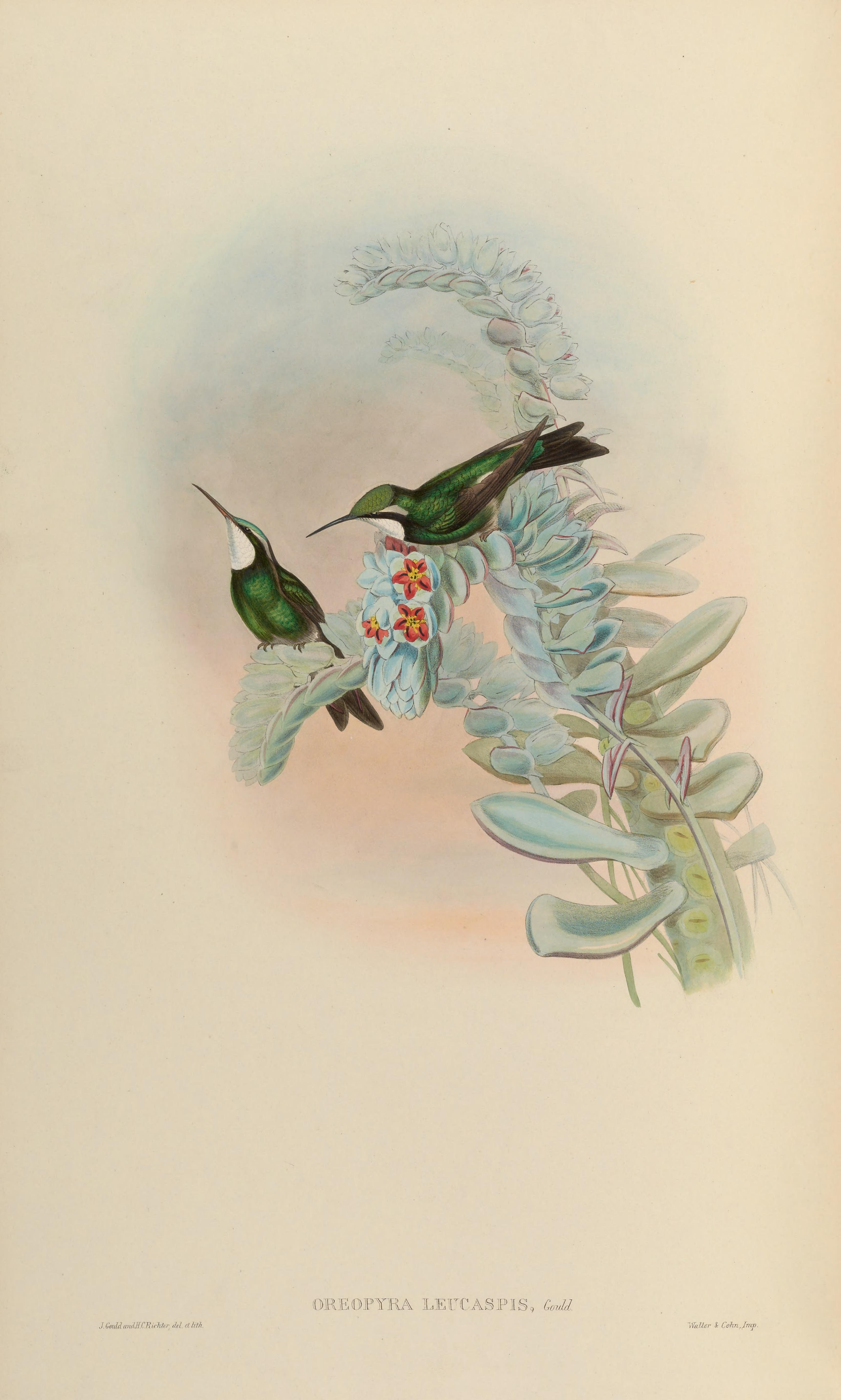
Oreopyra leucaspis, sinónimo de Lampornis castaneoventris, ilustración de Gould y Richter en A monograph of the Trochilidae, or family of humming-birds 4, 1861.

### Descripción original
La especie L. castaneoventris fue descrita por primera vez por el ornitólogo británico John Gould en 1851 bajo el nombre científico Trochilus castaneoventris; su localidad tipo es: «Cordillera de Chiriquí, 6000 pies, Panamá».

### Etimología
El nombre genérico masculino «Lampornis» se compone de las palabras del griego «lampē» que significa ‘antorcha’, ‘luz’, y «ornis» que significa ‘ave’; y el nombre de la especie «castaneoventris», se compone de las palabras del latín «castaneus» que significa ‘castaño’, y «ventris, venter» que significa ‘vientre’.

### Taxonomía
Las especies Lampornis calolaemus, la presente, y su subespecie L. castaneoventris cinereicauda han sido tratadas alternativamente las tres como especies separadas o se ha propuesto unirlas en una única especie politípica. Sin embargo esta tesis ha sido descartada por la mayoría de los autores ya que las áreas de distribución de calolaemus y castaneoventris se solapan. Las clasificaciones Aves del Mundo (HBW), Birdlife International (BLI) y del Congreso Ornitológico Internacional (IOC) consideran a Lampornis cinereicauda como especie plena: el colibrí coligrís.

### Subespecies
Según la clasificación Clements Checklist/eBird se reconocen dos subespecies, con su correspondiente distribución geográfica:
- Lampornis castaneoventris cinereicauda (Lawrence), 1867 – cordillera de Talamanca en el sur de Costa Rica.
- Lampornis castaneoventris castaneoventris (Gould), 1851 – tierras altas del oeste de Chiriquí, en el extremo occidental de Panamá.